# Reyes Benlloch
Reyes Benlloch Ortiz es una bióloga e investigadora española, especializada en el campo de la biotecnología vegetal. En 2013, fue galardonada con uno de los Premios L'Oréal-UNESCO a Mujeres en Ciencia por sus estudios sobre las proteínas fotorreceptoras en plantas.

## Trayectoria
En 2000, se licenció en Ciencias Biológicas por la Universidad de Valencia y, posteriormente, se doctoró en Biotecnología por la Universidad Politécnica de Valencia en 2005, con un estudio sobre las redes genéticas que controlan el desarrollo floral en especies leguminosas, particularmente en Medicago truncatula. Publicó su tesis titulada Medicago truncatula (gaernt.) como especie modelo para el análisis genético molecular del desarrollo floral en leguminosas.
De 2010 a 2021 trabajó como investigadora postdoctoral en el Centro de Investigación en Agrigenómica (CRAG) de Barcelona. Paralelamente, entre 2017 y 2021 trabajó como investigadora en el Instituto de Biología Molecular y Celular de Plantas (IBMCP) en Valencia. Forma parte de la investigación entre esta última entidad, IBMCP (UPV-CSIC), y la empresa BASF Vegetable Seeds, en un proyecto cuyos primeros resultados abren una vía a la producción ininterrumpida de alcachofas. Además, a trabajado como investigadora en el Umea Plant Science Center en Suecia, y el Institut des Sciences du Végétal del CNRS en Francia.
Desde 2019, es profesora del Departamento de Biología Vegetal de la Universidad de Valencia, donde dirige el laboratorio SignalFlowLab desarrollando su investigación en el campo de Ciencias Agrarias, estudiando las señales que controlan el desarrollo y la adaptación de las plantas a cambios medioambientales, con énfasis en el control de la floración en especies de interés agronómico, como las leguminosas. Su trabajo es financiado por el Ministerio de Ciencia e Innovación de España.
Además de su actividad investigadora, Benlloch ha mostrado un firme compromiso con la promoción de las vocaciones científicas entre las mujeres, colaborando con diversas iniciativas para fomentar la igualdad de género en la ciencia.

## Reconocimientos
En 2013, fue galardonada con uno de los Premios L'Oréal-UNESCO a Mujeres en Ciencia, que reconoce la labor de científicas jóvenes con proyectos innovadores. Durante su etapa postdoctoral, Benlloch llevó a cabo investigaciones financiadas por una beca IntraEuropean Marie Curie Fellowship del VII Programa Marco de I+D de la Unión Europea. Su trabajo se centró en el estudio de las proteínas fotorreceptoras en plantas, fundamentales para la sincronización del ritmo circadiano y la adaptación de las plantas a las condiciones ambientales.